# José David Rangel
José David Rangel Torres (San Luis Potosí, 12 novembre 1969) è un allenatore di calcio ed ex calciatore messicano, di ruolo centrocampista.